# Rudolph Maté
Pour les articles homonymes, voir Mate.
Rudolf Mayer, connu sous le pseudonyme de Rudolph Maté, né le 21 janvier 1898 à Cracovie et mort le 27 octobre 1964 à Hollywood, est un directeur de la photographie, réalisateur et producteur de cinéma polonais.

## Biographie
Après des études à l'université de Budapest, il entame une carrière dans le cinéma comme assistant cadreur en Hongrie et, bientôt, dans toute l'Europe, collaborant fréquemment avec son compatriote Karl Freund. Peu à peu, Rudolph Maté devient l'un des chefs opérateurs les plus renommés du cinéma, ce qui est révélé, en 1928, par son travail sur La Passion de Jeanne d'Arc sous la direction de Carl Theodor Dreyer. Il travaille ensuite sur les films les plus prestigieux, notamment Prix de beauté (1930) d'Augusto Genina, où il éclaire le visage de Louise Brooks, Le Dernier Milliardaire (1934) de René Clair ou Liliom (1934) de Fritz Lang.
En 1935, il part pour Hollywood où il travaillera douze ans (entre autres sur Elle et lui (Love Affair, 1939) de Leo McCarey, Correspondant 17 (Foreign Correspondent, 1940) d'Alfred Hitchcock, La Maison des sept péchés (Seven Sinners, 1940) de Tay Garnett, Gilda (1946) de Charles Vidor et La Dame de Shanghai (The Lady from Shanghai, 1947) d'Orson Welles) avant de se tourner vers la réalisation en 1947, avec cependant un succès moindre, malgré des films mémorables tels que Mort à l'arrivée (D.O.A., 1950), Midi, gare centrale (Union Station, 1950) ou Le Choc des mondes (When Worlds Collide, 1951).

## Filmographie partielle

### Comme directeur de la photographie

#### Années 1920
- 1920 : Alpentragödie
- 1923 : Der Kaufmann von Venedig
- 1925 : Pietro, der Korsar
- 1927 : Unter Ausschluß der Öffentlichkeit
- 1927 : Die Hochstaplerin
- 1928 : La Passion de Jeanne d'Arc de Carl Theodor Dreyer

#### Années 1930
- 1930 : Prix de beauté de Augusto Genina
- 1931 : Le Monsieur de minuit de Harry Lachman
- 1932 : Le Roi du camembert d'Antoine Mourre
- 1932 : La Vagabonde de Solange Bussi
- 1932 : Monsieur Albert de Karl Anton
- 1932 : La Couturière de Lunéville
- 1932 : Vampyr  (Vampyr - Der Traum des Allan Grey) de Carl Theodor Dreyer
- 1932 : Aren't We All ?
- 1933 : Une femme au volant de Pierre Billon et Kurt Gerron
- 1933 : Paprika
- 1933 : Les Aventures du roi Pausole de Alexis Granowsky
- 1933 : Dans les rues de Victor Trivas
- 1933 : Die Abenteuer des Königs Pausole
- 1934 : Le Dernier Milliardaire de René Clair
- 1934 : Liliom de Fritz Lang
- 1934 : Nada más que una mujer
- 1935 : L'Enfer (Dantes inferno) de Harry Lachman
- 1935 : Navy Wife
- 1935 : Dressed to Thrill
- 1935 : Le Roman d'un chanteur (Metropolitan) de Richard Boleslawski
- 1935 : Professional Soldier
- 1935 : Charlie Chan à Shanghaï (Charlie Chan in Shanghai) de James Tinling (cadreur ; non crédité)
- 1936 : Le Secret de Charlie Chan (Charlie Chan's Secret) de Gordon Wiles
- 1936 : Jeunesse perdue (Dodsworth) de William Wyler
- 1936 : Message à Garcia (A Message to Garcia) de George Marshall
- 1936 : C'est donc ton frère (Our Relations) de Harry Lachman
- 1936 : Le Vandale (Come and Get It) de Howard Hawks et William Wyler
- 1937 : Outcast
- 1937 : Stella Dallas de King Vidor
- 1938 : Les Aventures de Marco Polo (The Adventures of Marco Polo) de Archie Mayo
- 1938 : Blocus (Blockade)
- 1938 : Youth Takes a Fling
- 1938 : La Femme aux cigarettes blondes (Trade Winds) de Tay Garnett
- 1939 : Elle et lui (Love Affair) de Leo McCarey
- 1939 : The Real Glory

#### Années 1940
- 1940 : Mon épouse favorite (My Favorite Wife) de Garson Kanin
- 1940 : Correspondant 17 (Foreign Correspondent) d'Alfred Hitchcock
- 1940 : La Maison des sept péchés (Seven Sinners) de Tay Garnett
- 1941 : Lady Hamilton (That Hamilton Woman) d'Alexander Korda
- 1941 : La Belle Ensorceleuse (The Flame of New Orleans) de René Clair
- 1941 : Ève a commencé (It Started with Eve) d'Henry Koster
- 1942 : To Be or Not to Be d'Ernst Lubitsch
- 1942 : Vainqueur du destin (The Pride of the Yankees)
- 1943 : They Got Me Covered
- 1943 : Sahara de Zoltan Korda
- 1944 : la Reine de Broadway (Cover Girl) de Charles Vidor
- 1944 : Inconnu à cette adresse (Address Unknown) de William Cameron Menzies
- 1945 : Cette nuit et toujours (Tonight and Every Night) de Victor Saville
- 1945 : Over 21
- 1946 : Gilda de Charles Vidor
- 1947 : L'Étoile des étoiles (Down to Earth) de Alexander Hall
- 1947 : L'Homme de mes rêves (It Had to Be You) de Don Hartman
- 1947 : La Dame de Shanghai (The Lady from Shanghai) d'Orson Welles

### Comme réalisateur

#### Années 1940
- 1947 : L'Homme de mes rêves (It Had to Be You)
- 1948 : La Fin d'un tueur (The Dark Past)

#### Années 1950
- 1950 : La Flamme qui s'éteint (No Sad Songs for Me)
- 1950 : Mort à l'arrivée (D.O.A.)
- 1950 : Midi, gare centrale (Union Station)
- 1950 : Marqué au fer (Branded)
- 1951 : Le Voleur de Tanger (The Prince Who Was a Thief)
- 1951 : Le Choc des mondes (When Worlds Collide)
- 1952 : Le Gantelet vert (The Green Glove)
- 1952 : Paula
- 1952 : Sally et sainte Anne (Sally and Saint Anne)
- 1953 : Le Gentilhomme de la Louisiane (The Mississippi Gambler)
- 1953 : Passion sous les tropiques (Second Chance)
- 1953 : Double Filature (Forbidden)
- 1954 : L'Attaque de la rivière rouge (The Siege at Red River)
- 1954 : Le Chevalier du roi (The Black Shield of Falworth)
- 1955 : Le Souffle de la violence (The Violent Men)
- 1955 : Horizons lointains (The Far Horizons)
- 1955 : Les Années sauvages (The Rawhide Years)
- 1956 : Immortel Amour (Miracle in the Rain)
- 1956 : Port Afrique
- 1957 : Terre sans pardon (Three Violent People)
- 1958 : En patrouille (The Deep Six)
- 1959 : La Fille de Capri (For the First Time)

#### Années 1960
- 1960 : Rewak le Rebelle (The Barbarians)
- 1962 : Le Corsaire de la reine (Il Dominatore dei sette mari) coréalisé avec Primo Zeglio
- 1962 : La Bataille des Thermopyles (The 300 Spartans)
- 1963 : Aliki My Love

### Comme producteur
- 1948 : The Return of October
- 1962 : La Bataille des Thermopyles (The 300 Spartans)

## Distinctions

### Nominations
- 1941 : Nomination à l'Oscar de la meilleure photographie noir et blanc pour Correspondant 17
- 1942 : Nomination à l'Oscar de la meilleure photographie noir et blanc pour Lady Hamilton (That Hamilton Woman)
- 1943 : Nomination à l'Oscar de la meilleure photographie noir et blanc pour Vainqueur du destin
- 1944 : Nomination à l'Oscar de la meilleure photographie noir et blanc pour Les Diables du Sahara
- 1945 : Nomination à l'Oscar de la meilleure photographie couleur pour la Reine de Broadway (partagée avec Allen M. Davey)